# 在台北中華民国総領事館

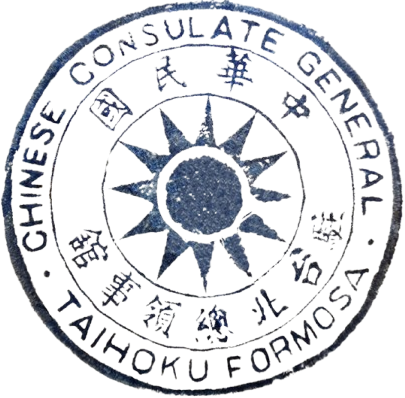
在台北中華民国総領事館の印

在台北中華民国総領事館（ざいたいほくちゅうかみんこくそうりょうじかん、繁: 中華民國駐臺北總領事館）は、かつて中華民国が日本の台湾台北州台北市に設置していた総領事館である。
当初は大稲埕六館街の林本源柏記事務所を借りて設置されていたが、1934年（昭和9年）8月に宮前町90番地の張月澄邸に移転した。建物は取り壊され、跡地は現在、華南銀行円山分行となっている。

## 沿革
1895年4月17日（明治28年）に日本と清の間に下関条約が締結されて台湾が清から日本に割譲された後も、多くの中国人が台湾に出稼ぎに来ていた。台湾総督府は彼らを制限する様々な法令を施行したが、台湾が産業発展のため人手を必要としていたことに加えて清国内での生活が苦しくなっていたため、台湾に渡ってくる中国人労働者の数は激増し、1912年（大正元年）の中華民国建国時には1万人以上に達していた。在台湾華僑たちはコミュニティを形成するために、台湾総督府の許可を得て同郷会や会館を設立した。しかしそれらはすべて民間組織であり、中華民国政府（北洋政府）が台湾に公的な機構を設置することはなかった。台湾には華僑のための学校も存在せず、華僑の子供たちの教育は大いに問題となった。そのため、1920年代に入ると、在台湾華僑たちは北洋政府に対して領事館の設置を陳情するようになり、北洋政府の外交部も日本の外務省に働きかけるようになった。
中国国民党率いる国民政府による北伐が始まると、華僑たちは国民政府側に助けを求めるようになり、前向きな回答を得ることができた。当時僑務委員会の職員だった黄朝琴が、この問題に尽力したと言われている。北伐完了後の1929年（昭和4年）7月、行政院は華僑のために各国に在外公館を増設することを決定し、台湾に領事館を設置することを承認した。1930年（昭和5年）5月17日、外交部は林紹楠を在台北総領事に、袁家達を副領事に任命した。同年5月19日、外交部は台北に総領事館、台南に副領事館を設置することを正式に決定した。年末には日本との間での領事館設置交渉が完了した。
1931年（昭和6年）4月6日に在台北中華民国総領事館が大稲埕六館街に設置され、台湾全土の華僑の商店や組織には中華民国の国旗が掲揚された。開館式には各地の華僑の首長たちや御用紳士の辜顕栄、日本の公務員、イギリスの領事などが参加した。1934年（昭和9年）に総領事に就任した郭彝民は、総領事館を新たな庁舎に移転させたいと考えていた。 郭彝民は東京帝国大学での後輩にあたる現地の有力者の張澄月と親しい間柄にあり、張月澄が所有している宮前町90番地の邸宅を総領事館の庁舎として賃貸することになった。
1935年（昭和10年）に台湾博覧会が開催された。福建省政府主席の陳儀率いる視察団が台湾を訪れ、在台北総領事館が接待を担当した。
1937年（昭和12年）7月7日、盧溝橋事件が勃発して日中戦争に突入した。7月17日、台湾総督府は中国語でのラジオ放送を禁止した。両国の関係が緊張状態となり、華僑たちは次々と台湾を去っていった。戦争の勃発によって総領事館はほとんどの業務を停止した。外交部が帰国命令を出すまでの間、総領事館の職員は台湾に残り、華僑の帰国問題に対応した。この時期の総領事館の主な業務は、外国の海運会社と提携し、帰国を希望する華僑をまとめて送り出すことだった。
1938年（昭和13年）1月16日、日本が国民政府との交渉の打ち切りを宣言する「第一次近衛声明」を発表すると、1月20日に中華民国は日本と断交し、外交部は在台北総領事館に帰国命令を出した。2月1日、帰国する華僑の最後の一団が台湾を去った後、総領事館は国旗を降ろして閉館し、職員も台湾から撤退し始めた。乙種学習員の高尊彦は日本側に逮捕され、台北刑務所で獄死した。

### 汪兆銘政権時代
1940年（昭和15年）、日本の傀儡政権である汪兆銘政権が成立し、日本と国交を樹立した。1941年（昭和16年）1月31日、汪兆銘政権は在台北中華民国総領事館を張月澄邸に再設置した。
1945年（昭和20年）に日本が敗戦して汪兆銘政権が崩壊するとと共に、在台北中華民国総領事館は閉鎖された。

## 歴代総領事
| 氏名                   | 着任           | 退任          |
| 中華民国               | 中華民国       | 中華民国      |
| ---------------------- | -------------- | ------------- |
| 林紹楠                 | 1931年3月27日  | 1932年9月10日 |
| 鄭延禧                 | 1932年10月21日 | 1934年1月19日 |
| 郭彝民                 | 1934年5月8日   | 1938年1月26日 |
| 中華民国（汪兆銘政権） |                |               |
| 張国威                 | 1940年12月31日 | 1943年2月6日  |
| 馬長亮                 | 1943年2月6日   | 1945年8月     |